# Glbtq.com
glbtq.com é uma enciclopédia eletrónica que inclui biografias detalhadas de notáveis gays, lésbicas, bissexuais, transgéneros, e queers. É o sítio LGBT mais popular no Alexa (uma subsidiária da amazon.com). e foi nomeado como um dos melhores sítios de referência gratuitos ("Best Free Reference Web Sites") em 2005 pela American Library Association. O The Advocate, designou-o como a "the Encyclopedia Brittaniqueer".
O sítio glbtq.com foi criado em 2003 e é regularmente atualizado. Contém a maior e mais abrangente informação enciclopédica em língua inglesa sobre a cultura LGBT, organizada em mais de dois mil artigos contendo mais de 2,2 milhões de palavras. Os seus artigos são classificados em três áreas: arte, literatura e história/ciências sociais. O sítio inclui também um fórum de discussão e zonas dedicadas a entrevistas, destaques e apresentações diversas, para além de editar quinzenalmente um boletim informativo chamando a atenção para novos artigos e outras novidades.
Todos os artigos na enciclopédia são assinados e referenciados. Existem mais de trezentos e cinquenta contribuidores, cujas biografias estão incluídas no próprio sítio. Entre os contribuidores contam-se Tee Corinne (fotógrafo e artista),
Shaun Cole (curador no Museu Vitória e Alberto de Londres), William Hood (professor de arte do Oberlin College), Karla Jay (directora de Women's Studies na Universidade Pace), Stephen O. Murray (escritor), e Jim Provenzano (escritor).
O proprietário do glbtq.com é Andrew "Wik" Wickholm e o editor-chefe é Claude J. Summers.
O sítio fechou no dia 1 de agosto de 2015, devido ao colapso de modelo de publicidade que o financiava, mas os seus conteúdos continuam disponíveis em arquivo eletrónico.

## Publicações
Em associação com a Cleis Press, o glbtq.com editou três livros:
- Summers, Claude J. (2004). The Queer Encyclopedia of the Visual Arts (em inglês). [S.l.]: Cleis Press. ISBN 1-573-44191-0
- Summers, Claude J. (2004). The Queer Encyclopedia of Music, Dance, & Musical Theater (em inglês). [S.l.]: Cleis Press. ISBN 1-573-44198-8
- Summers, Claude J. (2005). The Queer Encyclopedia of Film & Television (em inglês). [S.l.]: Cleis Press. ISBN 1-573-44209-7